# Аулетта (коммуна)
Ауле́тта (итал. Auletta) — коммуна в Италии, расположена в регионе Кампания, в провинции Салерно.

## Географическое положение
Занимает площадь 35 км². Коммуна расположена в гористой местности с большим перепадом высот: высота центра коммуны над уровнем моря составляет 281 метр, при минимальной 159 метров, а максимальной — 1252 метра. 
Аулетта находится в 332 км к юго-востоку от Рима, в 123 км к юго востоку от регионального центра Неаполя и в 45 км к северо-востоку от провинциального административного центра Салерно.

## История
Легенда гласит, что основателем поселения был Аулет — один из спутников Энея. Однако в связи с тем, что в документе 1095 года город назван «olibola», а в документе 1131 года — «olivola», некоторые историки предполагают, что название города на самом деле происходит от олив.
В X веке Аулетта уже была укреплённым городом, с городской стеной и тремя воротами.
В 1692 году город был сильно разрушен землетрясением. В 1857 году город вновь подвергся удару подземной стихии.
В 1861 году жители Аулетты, верные правителям Королевства Обеих Сицилий, восстали, протестуя против включения в состав Итальянского королевства. В ответ пьемонтские войска устроили резню в Аулетте.

## Демография
Население коммуны по состоянию на 1 января 2017 года составляет 2304 человека, плотность населения  64,57 чел./км² (2017). 
| Численность населения | Численность населения | Численность населения | Численность населения | Численность населения | Численность населения | Численность населения | Численность населения |
| 1861                  | 1871                  | 1881                  | 1901                  | 1911                  | 1921                  | 1931                  | 1936                  |
| --------------------- | --------------------- | --------------------- | --------------------- | --------------------- | --------------------- | --------------------- | --------------------- |
| 2776                  | ↗3057                 | ↗3230                 | ↘2646                 | ↗2647                 | ↘2495                 | ↗2650                 | ↗2929                 |
| 1951                  | 1961                  | 1971                  | 1981                  | 1991                  | 2001                  | 2011                  | 2017                  |
| ↗3497                 | ↘3263                 | ↘2806                 | ↘2505                 | ↗2605                 | ↘2476                 | ↘2406                 | ↘2304                 |

Покровителем города считается святой Донат из Рипакандиды. Праздник города ежегодно празднуется 17 августа.